# 長淵站
長淵站（韓語：장연역）是位于朝鮮民主主義人民共和國黃海南道長淵郡長淵邑的一個鐵路車站。屬於長淵線。

## 歷史
- 1929年11月1日，落成使用。

## 邻近车站
長淵線
樂淵站 - 長淵站